# Wisławie
Wisławie – osada w Polsce, położona w województwie zachodniopomorskim, w powiecie goleniowskim, w gminie Maszewo.
Osada jest siedzibą sołectwa.
Integralną częścią miejscowości jest Maszewo-Kolonia (część osady położonej przy drodze wojewódzkiej nr 106). Ponad to do Wisławia należą również dwie nieoficjalne osady leśne o nazwach Maszewo-Osada Leśna (leśniczówka) i Maszewo-Gajówka (gajówka).
Zabudowa osady dość mocno rozproszona, przylegająca do północno wschodnich granic miasta Maszewo i wschodnich brzegów Jeziora Maszewskiego. Silny rozwój zabudowy mieszkalnej, zaciera rolniczy charakter miejscowości.
W latach 1975–1998 miejscowość administracyjnie należała do województwa szczecińskiego.

## Historia
Pierwsza informacja o miejscowości pochodzi z 1691 r. W inwentarzu domeny z 1691 r. wzmiankowano istnienie w Wisławiu kościoła z ryglówki, obok którego stała dzwonnica i "boża stodoła". Ponadto była tam zagroda pastora i podwórze folwarczne. We wsi były też zagrody: wolnego sołtysa, 8 chłopów pełnorolnych, wiatrak z zagrodą młynarza, który równocześnie posiadał karczmę. Oprócz tego były przy drodze dojazdowej 3 zagrody wolnych chłopów małorolnych. Informacji z późniejszych okresów brak. Prawdopodobnie były łączone z danymi dotyczącymi miasta Maszewa. Z 1939 r. pochodzą informacje o należących do Maszewa gruntach w Wisławiu, wielkości 638 ha. Był tu także folwark E.Kocha o wielkości 97 ha oraz 12 zagród po 22-37 ha.
Do 1945 r. poprzednią niemiecką nazwą osady była Schönhof. W 1948 r. ustalono urzędowo polską nazwę osady Wisławie.